# Burzum
Burzum — музичний проєкт, створений норвезьким музикантом і літератором Варґом Вікернесом. Вікернес почав створювати музику у 1988 році під різними назвами гуртів, а починаючи з 1991 року він записав своє перше демо з назвою Burzum. Слово «Burzum» означає «темрява» на Чорній Говірці, яка була вигадана Дж. Р. Р. Толкіном. Проєкт став частиною ранньої норвезької блек-металічної сцени та одним з найвпливовіших подій у блек-металі наряду з такими гуртами як Mayhem, Emperor, Immortal й Darkthrone. Перші чотири платівки Вікернес записав у періоді з січня 1992 по березень 1993 року. Але релізи платівок були поширені не одразу, а лише через деякий час у 1992—1996 роках. У травні 1994 року Вікернес був засуджений до 21 року позбавлення волі за вбивство гітариста гурту Mayhem Ейстейна «Евронімуса» Ошета та підпалі трьох церков, один навмисний підпал та ряд крадіжок. 
Перебуваючи в ув'язненні, Вікернес записав два альбоми у стилі дарк ембієнт, використовуючи лише синтезатор, який йому було дозволено тримати у камері. З моменту свого звільнення з в'язниці в 2009 році, він записав ще кілька платівок у стилі блек-метал та ембієнт.
Варґ Вікернес відомий своїми неоднозначними політичними поглядами, але він не використовує Burzum для поширення своїх ідей. Burzum ніколи не грали наживо і Вікернес неодноразово заявляв, що він не має жодного наміру давати концерти в майбутньому.
У 2024 році музичний проєкт отримав нову назву: Burzum (NEW). Під цією назвою було випущено новий альбом, який ознаменував новий етап у творчій діяльності виконавця.

## Музичний стиль
Стиль Burzum базується на поширених особливостях чорного металу, таких як гітарний дисторшн, виконання рифів за допомогою тремоло, харш-вокал, подвійна бас-бочка та бласт-біти. Ранні альбоми Burzum були записані у поганій якості, але після виходу Вікернеса з в'язниці якість останніх альбомів була значною мірою покращена. На творчість ранніх альбомів, значною мірою, вплинули твори Толкієна; наприклад, ім'я Граф Ґришнак було запозичено в однойменного персонажу легендаріуму Толкієна. Вибір назви проєкту відображає цей вплив і прагнення Вікернеса до анонімності: слово «Burzum» означає «темрява» на Чорній Говірці (хоча Вікернес вважає, що християни вважають «темряву» «світлом»), та це слово можна знайти на написі Персню Всемогутності.
Музика Burzum еволюціонувала від сирого чорного металу з класичним впливом ембієнту, який характеризується мінімалістськими тенденціями та темною атмосферою. Візитівкою музики Вікернеса є, так званий, «гіпнотичний» повтор нескладних структур протягом усієї пісні. Вікернес описує музику Burzum як, свого роду, «заклинання» або відпочинок в уявному світі, який перегукується з історією язичництва. Він стверджує, що кожен альбом був задуманий як «заклинання»: перша пісня повинна зробити слухача сприйнятливішим до «магії», наступні пісні — надихнути слухача на «стан розуму подібний трансу», а остання пісня — для «занурення» слухача до «світу фантазії». Вікернес вважає, що його музика найбільше пасує для прослуховування увечері, перед сном. Також він неодноразово пояснював, що намір створити цей фантастичний світ прийшов від незадоволеності реальним життям. За його словами, «повідомлення» Burzum можна знайти у ліриці першої пісні з дебютного альбому («Feeble Screams from Forests Unknown»).

## Дискографія

#### Повноформатні альбоми
| Назва                   | Виданий       | Помітки             |
| ----------------------- | ------------- | ------------------- |
| Burzum                  | Березень 1992 | Дебютний альбом     |
| Det som engang var      | Серпень 1993  |                     |
| Hvis lyset tar oss      | Квітень 1994  |                     |
| Filosofem               | Січень 1996   |                     |
| Dauði Baldrs            | Жовтень 1997  | Дарк-ембієнт альбом |
| Hliðskjálf              | Квітень 1999  | Дарк-ембієнт альбом |
| Belus                   | Березень 2010 |                     |
| Fallen                  | Березень 2011 |                     |
| Umskiptar               | Травень 2012  |                     |
| Sôl austan, Mâni vestan | Травень 2013  | Дарк-ембієнт альбом |
| The Ways of Yore        | Червень 2014  | Дарк-ембієнт альбом |
| Thulêan Mysteries       | Березень 2020 | Дарк-ембієнт альбом |
| The Land of Thulê       | Травень 2024  |                     |

#### Мініальбоми
| Назва | Записаний    | Виданий       | Помітки |
| ----- | ------------ | ------------- | ------- |
| Aske  | Серпень 1992 | Березень 1993 | EP      |

#### Демо
- Burzum Demo I (1991)
- Burzum Demo II (1991)
- Burzum Promo (1992)

#### Кліпи
- Dunkelheit (1996)

#### Сингли
- Mythic Dawn (2015)
- Forgotten Realms (2015)
- Thulean Mysteries (2015)
- The Reincarnation of Ódinn (2023)

#### Збірки
- Burzum/Aske (1995)
- Burzum '1992–1997 (1998) (бокс-сет)
- Anthology (2002) (бутлеґ)
- Draugen — Rarities (2005) (бутлеґ)
- Anthology (2008)
- From the Depths of Darkness (2011)
- XIII (2018) (бокс-сет)
- In the Arms of Darkness (2019) (бокс-сет)

#### Інші збірки
- Presumed Guilty (1998) (пісня «Et hvitt lys over skogen»)
- Gummo (1998) (пісня «Rundtgång Av Den Transcendentale Egenhetens Støtte»)
- Fenriz Presents… The Best of Old-School Black Metal (2004) (пісня «Ea, Lord of the Depths»)

#### Триб'ют-альбоми
- Visions: A Tribute to Burzum (2002)
- A Man, a Band, a Symbol (2003)
- Wotan mit uns! (2003)
- The Tribute (2005)
- Burzum Tribute Attakk (2005)
- Triumph und Wille (2006)
- Lost Freedom (2007)
- A Hungarian Tribute to Burzum: Life Has New Meaning (2008)
- Tribute to Burzum: When the Night Falls — Bethlehem Struluckt (2009)
- A Tribute to Varg Vikernes: Born to Be White (2010)
- Endlich — Was Einst War (2011)
- Forsvunnet Filosofem: A Tribute to Burzum (2012)

#### Спліт-альбоми
- Unreleased Material 1988-1994 (2021)

## Учасники
- Варґ Вікернес — вокал, лірика, ритм та соло гітари, бас, барабани, синтезатор (1991–дотепер)

#### Гості
- Samoth (Tomas Haugen) — бас гітара на мініальбомі Aske (1992)
- Euronymous (Øystein Aarseth) — гітарне соло у пісні «War», гонг у «Dungeons of Darkness» (обидві пісні з альбому Burzum)

### Кометарі
1. ↑  Dauði Baldrs та Hliðskjálf